# Serre (Italien)
 For alternative betydninger, se Serre. (Se også artikler, som begynder med Serre)
Serre er en by i Campania, Italien med 3.673 (2023) indbyggere.